# Nike Örbrink
Karin Rebecka Nike Benedikta Örbrink, född 1 februari 1997 i Västerleds församling i Stockholm, är en svensk politiker (kristdemokrat). Hon var förbundsordförande för Kristdemokratiska ungdomsförbundet (KDU) 2020-2023. Nu sitter hon i Kristdemokraternas partistyrelse. Utöver detta verkar hon idag som gruppledare och ersättare av kommunstyrelsen i Stockholms stad. Örbrink var riksdagsledamot (statsrådsersättare) 2022 för Stockholms läns valkrets.
Örbrink kandiderade i riksdagsvalet 2022 och blev ersättare. Hon tjänstgjorde som statsrådsersättare för Jakob Forssmed 18 oktober–7 november 2022. Örbrink efterträdde den 31 oktober Erik Slottner som gruppledare för Kristdemokraterna i Stockholms stadshus.